# Roger Vanhaverbeke
Roger Vanhaverbeke (Oostende, 7 augustus 1930 – Brussel, 5 maart 2011) was een Belgisch jazz-bassist die ook actief was in de populaire muziek. Hij was ook een belangrijk impresario die internationale topmusici naar België bracht.
Vanhaverbeke was opgeleid als klassiek violist en behaalde op dit instrument zelfs een eerste prijs aan het Koninklijk Conservatorium van Brussel, waarna hij overschakelde op jazzviool. Reeds tijdens zijn klassieke opleiding dweepte hij al met grote violisten als Eddie South, Joe Venuti en Stéphane Grappelli. Als jazzviolist was hij te horen op opnames van de BRT, samen met Jean Fanis, Nic Kletchkovsky en Al Jones.
Hij debuteerde op contrabas op 1 oktober 1950 met de band van Mickey Bunner in de nachtclub Beaulieu, onder cinéma Palace in Luik. Hij zou een jaar bij dat orkest blijven spelen. Hij maakte tournees met bekende solisten als de trompettisten Harry ‘Sweets’ Edison, Clark Terry, Carmell Jones, Art Farmer en Idrees Sulieman, de saxofonisten Eddie ‘Lockjaw’ Davis, Sonny Criss, Sonny Stitt, Chris Woods, Phil Woods, George Coleman, Ben Webster, Scott Hamilton, Don Byas, Lucky Thompson, Johnny Griffin en Dexter Gordon, de trombonisten Kai Winding, Frank Rosolino en Slide Hampton, de vibrafonist Milt Jackson en de zangers Nat King Cole en Deborah Brown.
In 1952 en 1953 ging hij bij het octet van de tenorsaxofonist Jack Sels spelen, onder meer voor de Amerikaanse Officers Clubs in bezet Duitsland. Na zijn terugkeer in België vormde hij de Belgian Bluebirds met Etienne Verschueren op altsaxofoon en accordeon, Willy Albimoor op piano, Cees See (en later Pierre Jowat) op drums. 
In 1962 ging hij in op een uitnodiging van Henri Segers die de BRT big band nieuw leven wilde inblazen. Daar speelde hij samen met bekende jazzmusici als Sadi, Etienne Verschueren, Nic Fissette en Johnny Renard. Na de ontbinding van dit orkest in 1965, ging Vanhaverbeke zijn eigen weg en richtte een trio op, met als eerste bezetting Jean Fanis op piano, en Al Jones op drums. Met dit trio bleef Roger Vanhaverbeke optreden in heel Europa, op festivals en in jazzclubs.
Zijn laatste New Look Trio bestond uit de Nederlandse pianist Johan Clement en de drummer Luc Vanden Bosch.

## Discografie (selectie)
Met eigen bands of als medewerker:
- 1969: Super Stereo Brazen Brass – Sadi and his Big Band
- 1973: The Talent of … John Ouwerx
- 1976: Belgium Discovers Stella Marrs (Miss Soft Soul)
- 1976: Big Band vol. 3 met The West Coast Music Club Orchestra o.l.v. André Waignein
- 1977: Live at the Mozart met de Bop Friends
- 1979: Live at the Brussels Jazz Club met de Bop Friends
- 1983: Early Spring - Etienne Verschueren en BRT-Jazzorkest o.l.v. Etienne Verschueren – Belgian Swing Jazz 1935-1945 Live Concert
- 1992: Atmosphere met het New Look Trio
- 1992: Jazzy Tunes, het New Look Trio met de tenorsaxofonist George Mox